# بين جاكوبس (لاعب اتحاد الرغبي)
بين جاكوبس (بالإنجليزية: Ben Jacobs)‏ هو لاعب اتحاد الرغبي أسترالي، ولد في 17 مايو 1982 في سيدني في أستراليا.